# Les Enfants de Vaniouchine
Pour plus de détails, voir Fiche technique et Distribution.
Les Enfants de Vaniouchine (Дети Ванюшина, Deti Vanyushina) est un film soviétique réalisé par Evgueni Tachkov, sorti en 1973,. Le sujet est basé sur la pièce éponyme de Sergueï Naïdenov qui signe également le scénario.

## Synopsis
Extérieurement, tout va bien dans la famille Vaniouchine, comme dans toutes les maisons de marchands. Mais un fossé profond existe les parents et les enfants, et entre les enfants eux-mêmes. Une conversation franche avec son plus jeune fils oblige le chef de famille, Alexandre Yegorovich Vaniouchine, à faire face à la vérité.

## Fiche technique
- Titre : Les Enfants de Vaniouchine
- Réalisation : Evgueni Tachkov
- Scénario : Evgueni Tachkov, Sergueï Naïdenov
- Photographie : Valentin Jelezniakov
- Musique : Andreï Echpaï
- Décors : Mikhaïl Kartachov, Leonid Platov
- Montage : L. Kuznetsova
- Son : Sergueï Minervin
- Production : Mosfilm
- Format : noir et blanc - mono
- Durée : 97 minutes
- Pays : URSS
- Date de sortie :
  - Union des Républiques socialistes soviétiques : 11 février 1974

## Distribution
- Boris Andreïev : Alexandre Vaniouchine, marchand
- Nina Zorskaïa : Arina Vaniouchina
- Alexandre Kaïdanovski : Kostia Vaniouchine
- Lioudmila Gourtchenko : Claudia Chetkina
- Oleg Golubitski : Pavel Chetkine, le mari de Claudia
- Valentina Charykina : Lioudmila, fille de Vaniouchine
- Victor Pavlov : Stépan Krasavine, le mari de Lioudmila
- Valentina Serova : femme du général Kukarnikov
- Tamara Sovtchi : Akoulina
- Elena Solovei : Lenochka, la nièce de Vaniouchine
- Alexandre Voevodine : Alexeï Vaniouchine
- Klavdia Khabarova : Avdotia, la gouvernante
- Andreï Tachkov